# بنیاد سینمایی فارابی
بنیاد سینمایی فارابی بر طبق مصوبه سال ۱۳۶۳ هیئت دولت سازمانی است غیردولتی و غیرانتفاعی که به عنوان نهاد ملی سینمای ایران و با نظارت وزارت فرهنگ و ارشاد اسلامی و به عنوان بازوی اجرایی دولت در زمینهٔ سیاست‌ها و جهت‌گیری‌های فرهنگی و هنری فعالیت می‌کند.
این بنیاد علاوه بر تولید و توزیع فیلم در داخل و خارج از کشور، سرمایه‌گذاری و پشتیبانی تولید، خدمات فنی (از جمله لابراتوار، تدوین، استودیوی صدا، دوبله و…) نیز ارائه می‌کند. به گزارش معاون بنیاد فارابی، حدود ۳۰ درصد از تولیدات سالانهٔ سینمای ایران محصول این بنیاد است.
دفتر امور جشنواره‌های بنیاد سینمایی فارابی برگزارکنندهٔ جشنواره بین‌المللی فیلم فجر، جشنواره بین‌المللی فیلم‌های کودکان و نوجوانان و به‌طور کلی هر جشنوارهٔ فیلم حرفه‌ای است که زیر نظر وزارت ارشاد در ایران برگزار می‌شود.
انتشارات فارابی که زیرمجموعهٔ این بنیاد است، کتاب‌هایی با موضوع فیلم و سینما و نشریات دوره‌ای نظیر فصلنامه سینمایی فارابی (از ۱۳۶۷)، ماهنامه گزارش فارابی (که قبل از ۱۳۷۷ با نام صنعت تصویر منتشر می‌شد)، نشریه مردم و سینما (از ۱۳۷۷) و… را منتشر می‌کند.
هیئت امنای فارابی به عنوان بالاترین رکن تصیم ساز در این بنیاد هست که در دولت سیزدهم اعضای هیئت امنا شامل جواد اوجی وزیر نفت، سید مسعود میرکاظمی معاون رئیس‌جمهور و رئیس سازمان برنامه و بودجه، محمدمهدی اسماعیلی وزیر فرهنگ و ارشاد اسلامی، علیرضا مختارپور رئیس سازمان اسناد و کتابخانه ملی ایران، حسن خجسته، میثم نیلی، سید محسن مهاجرانی، سعید محمد مشاور رئیس‌جمهور و دبیر مناطق آزاد و ویژه اقتصادی، علی عسگری معاون ستاد اجرایی فرمان امام و محمد خزاعی رئیس سازمان سینمایی و امور سمعی و بصری کشور بودندد، با حکم هیئت امنا از ۲۷ مهرماه۱۴۰۰ سید مهدی جوادی به عنوان مدیرعامل پس از ۶ سال جایگزین علیرضا تابش شد. در تاریخ ۱۹ تیر ۱۴۰۲ مجید زین‌العابدین جایگزین سید مهدی جوادی شد. با اتمام مأموریت مجید زین العابدین، او در آذرماه ۱۴۰۳ بنیاد فارابی را ترک کرد وسید مهدی سجادی خزانه دار این مجموعه در مقام سرپرست قرار گرفت. هیئت امنای جدید فارابی در دی ماه سال ۱۴۰۳ معرفی شدند که متشکل از محسن حاجی میرزایی (رئیس دفتر رئیس جمهور)، سید حمید پورمحمدی (معاون رئیس‌جمهور و رئیس سازمان برنامه و بودجه کشور)، حسین افشین (معاون علمی و فناوری رئیس‌جمهور)، سید محسن مهاجرانی (مدیر گروه فرهنگی معاونت بررسی دفتر مقام معظم رهبری)، منوچهر محمدی (تهیه‌کننده سینما)، مرضیه سادات برومند یزدی مرضیه برومند (کارگردان سینما)، حسن خجسته باقرزاده، سیدرضا میرکریمی (کارگردان و تهیه‌کننده) و رائد فریدزاده (رئیس وقت سازمان سینمایی) بودند. این هیئت در تاریخ ۲۶ اسفند ۱۴۰۳ موافقت خود را مدیر عاملی حامد جعفری (تهیه‌کننده انیمیشن) اعلام و وی از تاریخ ۲۴ فروردین ۱۴۰۴ رسماً بعنوان چهاردهمین مدیر عامل بنیاد سینمایی فارابی معرفی شد.

## تاریخچه شکل‌گیری
استودیو میثاقیه در سال ۱۳۳۸ توسط مهدی میثاقیه بنا نهاده شد که بسیاری از فیلم‌های سینمایی پیش از انقلاب محصول این استودیو فیلم است. این استودیو پس از انقلاب اسلامی و زمانی که هنوز میثاقیه در ایران بود، در جریان مصادره‌های ابتدای انقلاب، با حکم دادگاه انقلاب مصادره و بعدها به بنیاد سینمایی فارابی تبدیل شد.
در خردادماه سال ۱۳۶۲ و در زمان فعالیت فخرالدین انوار در سمت معاونت سینمایی وزارت فرهنگ و ارشاد اسلامی، سید محمد بهشتی، محمدمهدی دادگو، محمدآقاجانی که هر سه از برنامه‌ریزان صدا و سیما بودند و با حضور مهدی مسعودشاهی، مدیر کل وقت اداره نظارت و نمایش وزارت فرهنگ و ارشاد اسلامی، به عنوان نماینده وزارتخانه گروه مشاوره‌ای برای رسیدگی به وضعیت سینمای کشور تشکیل دادند. این گروه به منظور جهت‌دهی به محصولات سینمایی و اجرای سیاست‌های وزارت ارشاد در زمینهٔ سینما، تصمیم گرفتند نهادی مجزا از وزارتخانه را تأسیس کند. به این منظور باشگاه فارابی را که در سال ۱۳۵۶ با هدف گسترش فرهنگ سینمایی از طریق کلوب‌های نمایش فیلم تأسیس شده بود، برگزیدند. باشگاه فارابی به بنیاد فارابی تغییر نام داد و مسئولیت‌ها میان این سه نفر تقسیم شد: محمد بهشتی مدیر عامل، محمدمهدی دادگو مدیر تولید و مسئول اجرایی و محمد آقاجانی قائم‌مقام مدیر عامل.

## عملکرد در چهل و یکمین جشنواره فیلم فجر
بنیاد سینمایی فارابی در چهل و یکمین جشنواره فیلم فجر با ۹ فیلم حضور پیدا کرد.
«بعد از رفتن» درام اجتماعی به کارگردانی رضا نجاتی، «جنگل پرتقال» درام اجتماعی به کارگردانی آرمان خوانساریان، «روایت ناتمام سیما» درام اجتماعی به کارگردانی علیرضا صمدی، «سینما متروپل» به کارگردانی محمدعلی باشه آهنگر، «شماره ۱۰» به کارگردانی حمید زرگر نژاد، «کاپیتان» درام اجتماعی به کارگردانی محمد حمزه‌ای، «کت‌چرمی» به کارگردانی حسین میرزامحمدی، «گل‌های باوارده» به کارگردانی مهرداد خوشبخت، «هوک» با موضوعی ورزشی به کارگردانی حسین ریگی.
بنیاد سینمایی فارابی توانست تا با ۱۲ سیمرغ بلورین و یک دیپلم افتخار کار خود را در این دوره از جشنواره فجر به پایان برساند. سیمرغ‌های بلورینی که در بخش‌هایی ازجمله بهترین بازیگر نقش مکمل زن، بهترین کارگردانی، بهترین فیلم، بهترین موسیقی متن، جایزه ویژه دبیر جشنواره، بهترین جلوه‌های ویژه بصری، بهترین چهره‌پردازی، بهترین فیلمبرداری و بهترین طراحی صحنه سهم فارابی شد.

## مدیران عامل بنیاد سینمایی فارابی
- حامد جعفری (۱۴۰۴-)
- مجید زین‌العابدین (۱۴۰۲–۱۴۰۳)
- سید مهدی جوادی (۱۴۰۰–۱۴۰۲)
- علیرضا تابش (۱۳۹۳–۱۴۰۰)
- محمدرضا جعفری جلوه (۱۳۹۲–۱۳۹۳)
- سیداحمد میرعلایی (۱۳۸۸–۱۳۹۲)
- مجید شاه‌حسینی (۱۳۸۶–۱۳۸۸)
- علیرضا رضاداد (۱۳۸۱–۱۳۸۶)
- محمدمهدی عسگرپور (۱۳۸۰–۱۳۸۱)
- عبدالحمید محبی (۱۳۷۸–۱۳۸۰)
- محمدحسن پزشک (۱۳۷۶–۱۳۷۸)
- محمد رجبی (۱۳۷۴–۱۳۷۶)
- محمدحسین حقیقی (۱۳۷۳–۱۳۷۴)
- سید محمد بهشتی شیرازی (۱۳۶۲–۱۳۷۳)